# Headline
Headline is een studioalbum van Steve Khan. Na het vorige album met jazzgrootheden als Carter en Foster dwong Polydor Japan Khan min of meer zijn oude muziekgroep bijeen te krijgen. Polydor had namelijk de portfolio van Khan gekocht terwijl hij bezig was met het album Eyewitness (dat ook wel de naam van de groep werd). De opnamen vonden wederom in twee dagen tijd plaats in de geluidsstudio Skyline te New York.

## Musici
- Steve Khan – gitaar
- Ron Carter – contrabas (1, 2, 3, 5, 6, 8)
- Al Foster - slagwerk (1, 2, 3, 5, 6, 8)
- Anthony Jackson – contrabasgitaar (overige)
- Dennis Chambers - slagwerk (overige)
- Manolo Badrena – percussie (overige)

## Muziek
| Nr. | Titel                                                | Duur  |
| --- | ---------------------------------------------------- | ----- |
| 1.  | Tyrone (Larry Young)                                 | 5:54  |
| 2.  | The blessing (Ornette Coleman)                       | 4:45  |
| 3.  | Autumn in Rome (Sammy Cahn, Paul Weston)             | 6;31  |
| 4.  | Turnaround (Ornette Coleman)                         | 6:42  |
| 5.  | Ontem a noite (Clara Fisher)                         | 5:52  |
| 6.  | Water babies (Wayne Shorter)                         | 5:00  |
| 7.  | All or nothing at all (Jack Lawrence, Arthur Altman) | 10:41 |
| 8.  | Hackensack (Thelonious Monk)                         | 5:23  |
| 9.  | Caribbean fire dance (Joe Henderson)                 | 8:06  |